# ヤコブとラケル (パルマ・イル・ヴェッキオ)
『ヤコブとラケル』（伊: Giacobbe e Rachele, 独: Jakob und Rahel, 英: Jacob and Rachel）あるいは『ヤコブとラケルの出会い』（伊: Incontro di Giacobbe e Rachele, 英: Jacob and Rachel meet）は、ルネサンス期のヴェネツィア派の画家パルマ・イル・ヴェッキオが1520年から1525年頃に制作した絵画である。油彩。主題は『旧約聖書』「創世記」で言及されているヤコブとその妻ラケルの出会いの物語から採られている。円熟期のパルマの傑作で、詩的かつ豊かな自然と多くの家畜の中にヤコブとラケルを描いている。18世紀以来ジョルジョーネの作品と見なされていたが、美術史家ジョヴァンニ・モレッリによって初めてパルマ・イル・ヴェッキオに帰属された。現在はドレスデンのアルテ・マイスター絵画館に所蔵されている。

## 主題
「創世記」によるとヤコブはエサウの双子の弟で、アブラハムの子イサクとリベカの間に生まれた。子供たちは長じるとエサウは狩猟者に、ヤコブは農耕者となった。イサクは老年にいたると自身の死を予感し、エサウに祝福を授けようと考えた。ここで母リベカは一計を案じ、ヤコブにエサウのふりをして老いにより視力の衰えた父イサクから祝福を授かるよう勧めた。ヤコブはこれにしたがい、長子エサウに与えられるはずであった祝福を受けた。これを知ったエサウは激しく怒るが、ヤコブは再びリベカの勧めでエサウの報復を避けるためハランに住むリベカの兄ラバンを訪ねた。ヤコブがハランにやって来ると井戸があった。井戸は大きな石で塞いであり、羊飼いたちが石を退かして羊に水を飲ませていた。ヤコブはこの場所で羊を世話していたラバンの娘ラケルと出会った。ヤコブはラケルに挨拶のキスし、ラケルのことを好きになったヤコブは彼女と結婚するために7年間仕えるとラバンに申し出た。しかしラバンはラケルの姉のレアをラケルと偽って娶わせたため、ヤコブはラケルと結婚するためにさらに7年仕えなければならなかった。

## 作品

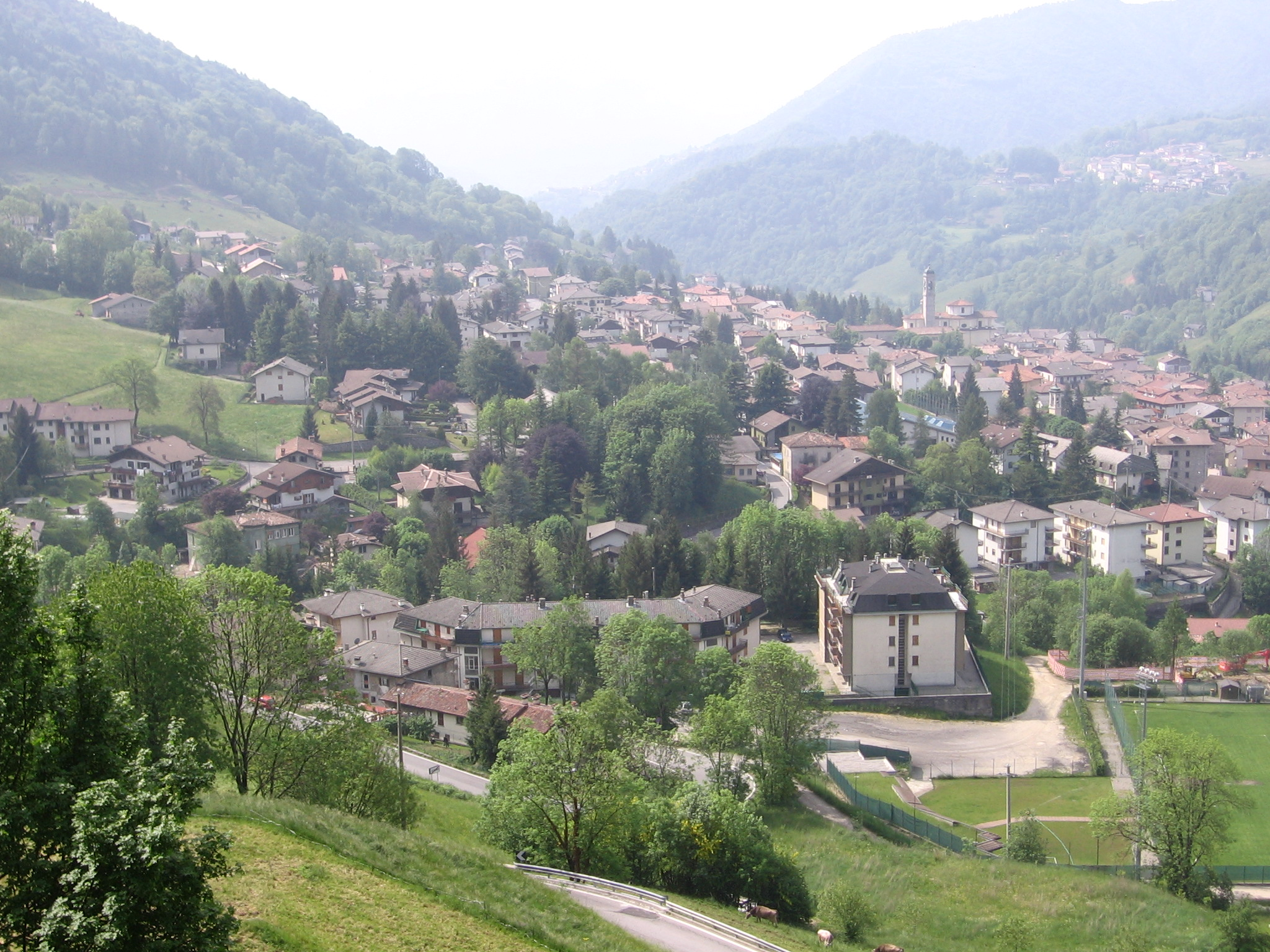
画家の故郷ベルガモ県セリーナ。2007年撮影。

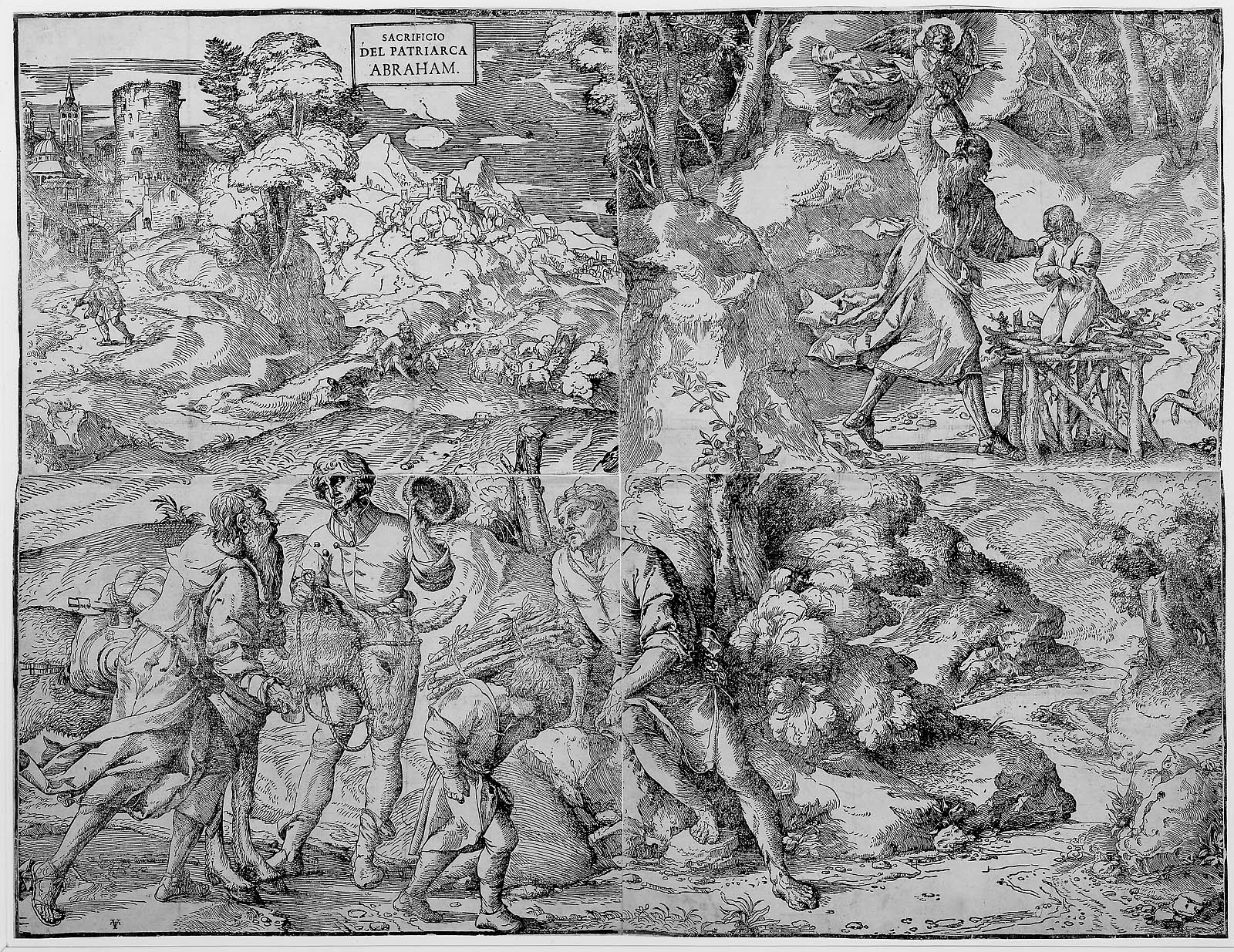
ティツィアーノ・ヴェチェッリオに基づく1515年の木版画『イサクの犠牲』。

詩的な美しさに満ちた風景の中でヤコブは出会ったばかりのラケルとキスをしている。ヤコブは青い上着と白いウールのタイツ、アンクルブーツを履いたベルガマスクの羊飼いの服を着ており、ラケルも農民の衣装を着ている。画面左では羊飼いが井戸の蓋として使われていた石を元の位置に戻そうとしており、別の羊飼いは家畜のために汲み上げた水を注いでいる。背景には画家の故郷であるベルガモ県セリーナの渓谷を彷彿とさせる田園風景が広がり、画面中央から画面右にかけて多数の牛や羊や山羊の群れが草を食んでいる。一部に角を突き合わせる羊の姿も見える。遠景にはなだらかな丘陵が広がり、木々の合間に建物がポツンと見える。
「ヤコブとラケルの出会い」はイタリアの画家たちが好んだ主題であるが、本作品の描写はそのシンプルさと表現の優しさで同主題のどの作品よりも優れている。色彩は柔らかな調和の中で溶け合い、輪郭の荒々しさは消し去り、画面全体が光の輝きで満たされている。
画面右奥に見える建築物はティツィアーノ・ヴェチェッリオに基づく1515年の木版画『イサクの犠牲』（Sacrificio di Isacco）に描かれた建築物に似ている。絵画に描かれた素朴な風景はヤコポ・バッサーノの登場を予告している。
絵画は画面の大きさ、挨拶やもてなしといったテーマ性から、ヴェネツィアの宮殿のポルテゴに設置するために制作されたと考えられる。

### 帰属
帰属については絵画がドイツに渡った18世紀以来、長年にわたってジョルジョーネの作品と見なされてきた。美術評論家ジョヴァンニ・バティスタ・カヴァルカゼルと美術史家ジョゼフ・アーチャー・クロウは、絵画の中でラケルの財布に見られる「G. B. P.」という文字から「ジョヴァンニ・ブシ・フェチット」つまりパルマの弟子ジョヴァンニ・カリアーニの作品としたと解釈した。しかし初めてパルマ・イル・ヴェッキオに帰属した美術史家ジョヴァンニ・モレッリに言わせれば、この文字は後世に追加されたもので、間違いなくジョルジョ・バルバレッリ（Giorgio Barbarelli）つまりジョルジョーネの作とすることを狙ったものであるという。現在ではパルマへの帰属は異論なく認められている。モレッリによると、絵画のあらゆる部分がパルマによって描かれたことを証明しており、「バラ色の肌色、同美術館に所蔵されている彼の『ヴィーナス』と一致するラケルのタイプ、彼女の逞しくやや重々しい体型、羊飼いの少年の描き方と塗り方、耳の形だけでもパルマの手によるものだとわかる。この素晴らしい牧歌的な作品ほど楽しさと魅力にあふれ、詩的に構想された巨匠の作品を私は他に知らない」と述べている。

## 来歴
絵画は1684年にヴェネト州の都市トレヴィーゾの修道院にあったが、その後ヴェネツィアのマリピエロ宮殿に移されており、1747年までにザクセン選帝侯のためにジョルジョーネの作品として購入された。

## ギャラリー
アルテ・マイスター絵画館所蔵の他のパルマ作品

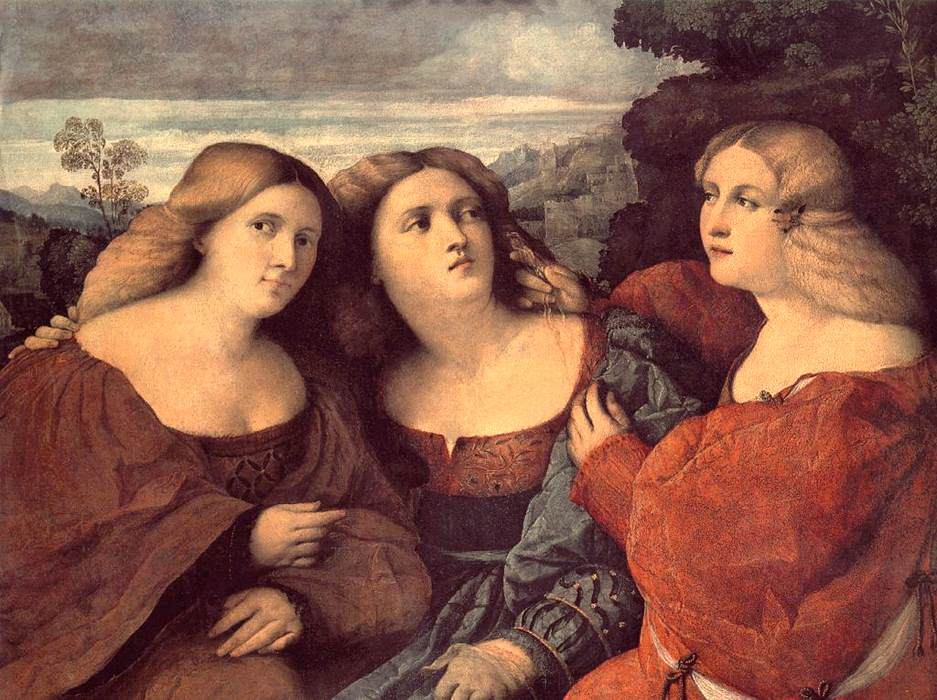
『三人姉妹』1518年-1520年
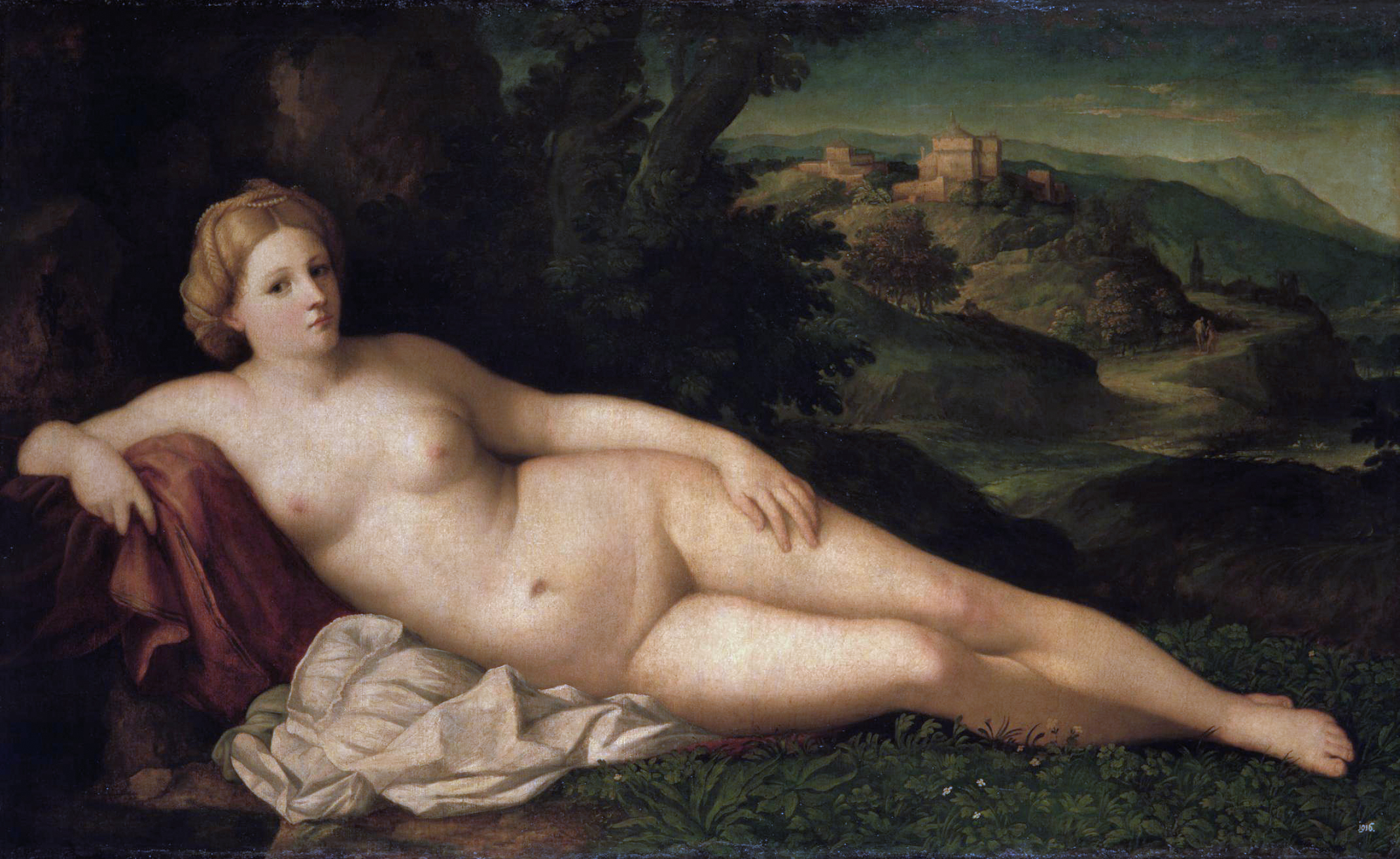
『風景の中のニンフ』1520年頃